# Real (Belinda Carlisle)
Real è il quinto album in studio della cantante statunitense Belinda Carlisle, pubblicato nel 1993.
Il primo estratto Big Scary animal avrà un buon riscontro di pubblico in tutta Europa, inclusa l'Italia.

## Tracce
1. Goodbye Day (Charlotte Caffey, Thomas Caffey, Jeff McDonald, Steve McDonald) – 4:39
2. Big Scary Animal (Caffey, Belinda Carlisle, Ralph Schuckett) – 4:08
3. Too Much Water (Caffey, Caffey, Richard Caffey, Carlisle) – 5:16
4. Lay Down Your Arms (Caffey, Schuckett, Ellen Shipley) – 4:38
5. Where Love Hides (Schuckett) – 4:57
6. One with You (Caffey, Schuckett, Shipley) – 5:11
7. Wrap My Arms (Caffey, Caffey, Carlisle) – 4:27
8. Tell Me (Caffey, Caffey, Carlisle) – 5:32
9. Windows of the World (Caffey, Caffey, Carlisle) – 3:26
10. Here Comes My Baby (Gregg Alexander, Caffey, Carlisle) – 4:37